# Roberto Morinini
Roberto Morinini (* 18. Juli 1951 in Bellinzona; † 16. März 2012) war ein Schweizer Fussballspieler und -trainer.

## Karriere
Morinini stand während seiner Spielerlaufbahn hauptsächlich für die AC Bellinzona in der Nationalliga A im Einsatz und war in der U-21-Auswahl seines Heimatlandes aktiv. 1983 begann er als Trainer zu arbeiten und trainierte als erste Station die AC Bellinzona. Von 1984 bis 1988 führte er den CS Chênois in der Nationalliga B, bevor Morinini danach fünf Jahre die Mannschaft des FC Locarno leitete.
Es folgten weitere Engagements beim FC Monthey und FC Lugano. Während dieser Zeit belegte er mit den Tessinern in der Saison 1994/95 den zweiten Rang in der höchsten Spielklasse, der zur Teilnahme am UEFA Cup berechtigte. Nach einem Erstrundenerfolg gegen Inter Mailand scheiterte die Mannschaft in der zweiten Runde gegen Slavia Prag. Im Anschluss ging er nach Italien und übernahm dort die Leitung der Drittligisten Atletico Catania und US Avellino. In der Saison 1998/99 trainierte er die Mannschaft des AS Fidelis Andria in der Serie B. Zurück in die Schweiz folgte er dem Ruf des FC Sion, bei dem er den Job als Cheftrainer annahm. Nach 22 Spieltagen wurde er noch während der laufenden Saison bei den Wallisern entlassen. Weitere Stationen beim FC Lugano, Servette FC Genève und dem französischen Zweitligisten SCO Angers folgten.
Zur Saison 2005/06 übernahm er die Leitung des Yverdon-Sport FC, der gerade in die Axpo Super League aufgestiegen war. Nach einer Saison stieg der Verein wieder in die Challenge League ab und Morinini wurde in Yverdon entlassen. Erst während der Saison 2008/09 arbeitete er wieder als Trainer und nahm einen Job beim FC Luzern an, bei dem er den entlassenen Ciriaco Sforza ersetzte. Nach nur sechs Spieltagen erfolgte für Morinini der Rauswurf; unter seiner Leitung hatte der FC Luzern nur einen Punkt gewonnen und lag auf dem letzten Tabellenplatz. Am 1. April 2010 kehrte er als Trainer zur AC Bellinzona zurück, um dort Alberto Cavasin abzulösen. Am 21. März 2011 wurde er bei der AC Bellinzona entlassen, nachdem seine Mannschaft gegen Schlusslicht FC St. Gallen eine 0:1-Niederlage eingesteckt hatte und sich somit mitten im Abstiegskampf befand. Es folgte im Mai ein kurzes Engagement beim FC Lugano, das jedoch nach wenigen Spielen endete.
Im Herbst 2010 war bei Morinini Darmkrebs diagnostiziert worden. Er starb am 16. März 2012 an den Folgen der Krankheit.